# Royal Naval Air Station Prestwick
Le HMS Gannet est une base d'opérations avancée de la Fleet Air Arm de la Royal Navy située à l'aéroport de Glasgow-Prestwick, dans le South Ayrshire en Écosse (IATA : PIK , ICAO : EGPK).
L'installation était auparavant également connue sous le nom de Royal Naval Air Station (RNAS) Prestwick avant d'être réduite en 2001. Elle accueillait le seul escadron de recherche et sauvetage (SAR) de la Fleet Air Arm en Écosse (HMS Gannet SAR Flight). Celui-ci a été mis hors service en mars 2016, laissant la base fonctionner comme une base d'opérations avancée et un soutien à l'armée britannique.

## Histoire
Le HMS Gannet a été créé en 1971 à l'aéroport de Prestwick. Il a accueilli trois escadrons aéronavals : 814 NAS, 824 NAS et 819 NAS (en).Ce dernier a été mis hors service en novembre 2001, en fusionnant avec le 814 NAS, après avoir été en résidence pendant 30 ans.

### Mission actuelle
Le HMS Gannet est une Forward Operating Base (FOB) utilisée par les détachements d'hélicoptères Merlin HM2 de la Royal Navy qui sont déployés à partir du RNAS Culdrose selon les besoins. Les hélicoptères de guerre anti-sous-marine prennent en charge l' Exercice Joint Warrior semestriel et le cours de commandement des sous-marins, fournissent une capacité d'hélicoptère aux petits navires de la marine pendant la formation opérationnelle en mer et offrent une protection aux sous-marins nucléaires lanceurs de missiles balistiques de la classe Vanguard à l'arrivée et au départ du HMNB Clyde.